# Medusa
În mitologia greacă Medusa (Μέδουσα „gardian”, „protectoare„) a fost o ființă mitologică, descrisă ca fiind o femeie hidoasă, care are șerpi în loc de păr. Totodată, aspectul ei monstruos este însoțit de o abilitate de a pietrifica pe oricine o privește direct în ochi. Majoritatea surselor o descriu ca fiind fiica lui Phorcys și Ceto, cu toate că autorul Hyginus (Fabulae Preface) consideră că Medusa este fiica lui Gorgon și Ceto. Ea ar fi avut și două surori, Euryale și Stheno, dar dintre acestea, numai Medusa era considerată muritoare. Potrivit mitologiei, Medusa era cândva o femeie frumoasă, dar când a fost violată de Poseidon, zeul mărilor, într-un templu al Atenei, ea a fost transformată în creatura monstruoasă cu șerpi în loc de păr. 
Medusa a fost ucisă de eroul Perseus cu ajutorul Atenei și al lui Hermes. A ucis-o tăindu-i capul, dar abilitățile ei de pietrificare s-au menținut.  până în momentul când a fost înmânat Atenei, care l-a întipărit pe egida ei, purtată drept platoșă. Din corpul neînsuflețit al Medusei au răsărit gigantul Chrysaor și calul înaripat Pegas. .

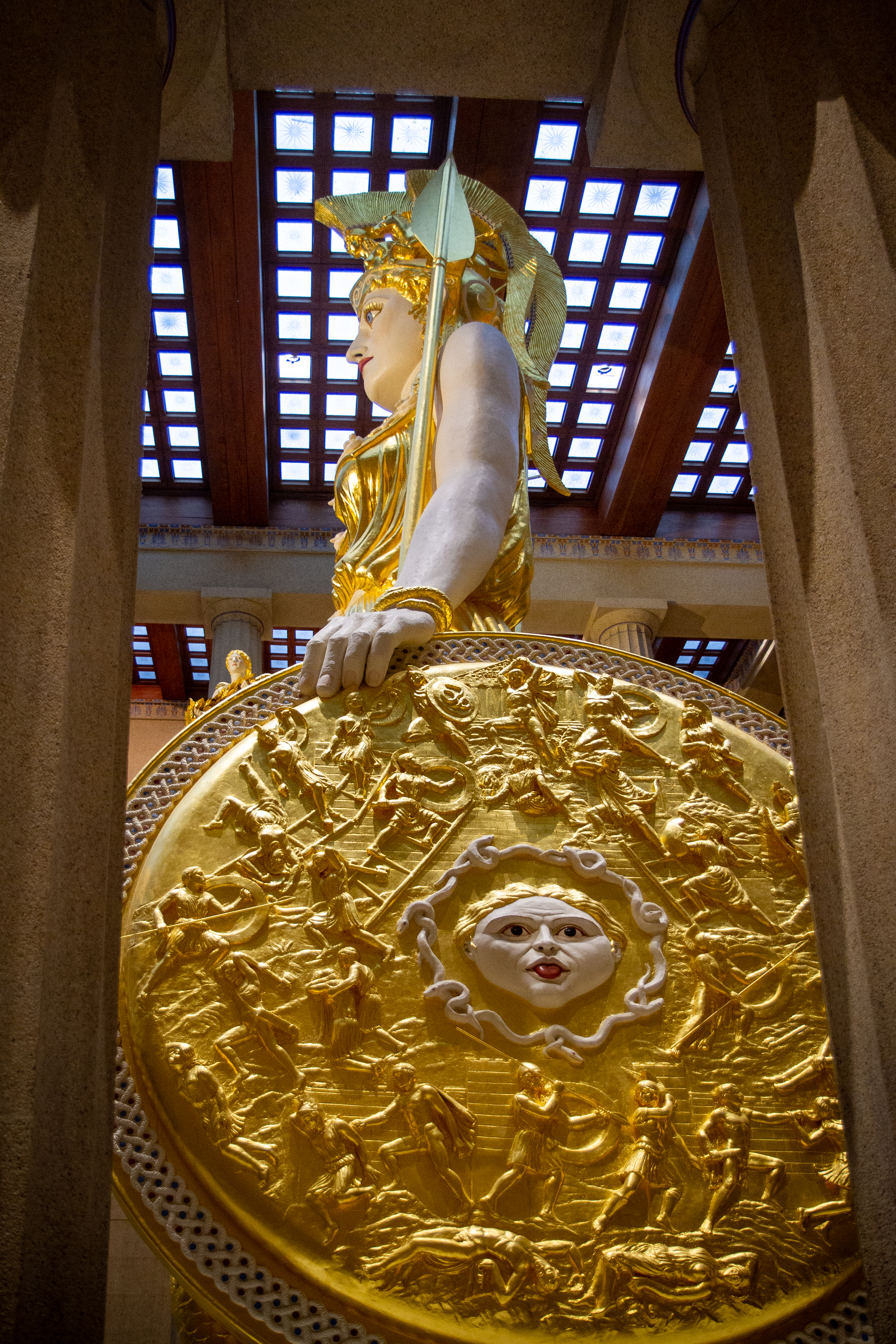
Chipul Medusei pe scutul statuii Atena Parthenos, replică după statuia de bronz din Parthenonul atenian - sculptată de Alan LeQuire în 1990

Atena i-a luat capul pentru a-l plasa pe scutul ei. În Antichitatea clasică, imaginea Medusei a fost folosită ca talisman pentru alungarea spiritelor rele, cunoscut sub numele de Gorgoneion.
Potrivit lui Hesiod și Eschil, Medusa ar fi trăit și ar fi murit în Sarpedon, lângă Cisthene. Autorul Dionysios Skytobrachion a scris în secolul al II-lea î.Hr. că ea ar fi trăit în Libia. Herodot a scris că berberii se închinau la Medusa.  

## Medusa în mitologia clasică
Cele trei gorgone — Medusa, Stheno și Euryale— erau fiicele zeităților marine Phorcys (sau "Phorkys") și ale surorii sale, Ceto (sau "Keto"), monștri htonici. Genealogia lor este împărțită cu cea a Graielor, după cum prezinta Eschil în Prometeu înlănțuit:
Lângă ele, cele trei surori, înaripatele Gorgone

Cu șerpi în loc de păr - disprețuind muritorul—
Unele referințe clasice consideră Gorgonele ca fiind un trio; Jane Ellen Harrison consideră că triplarea Medusei în formula celor 3 surori este o parte secundară a mitului:
„Formula triplă nu este primitivă, este abia o modalitate de generalizare... care face din fiecare zeiță o treime, care ne-a adus Horele, Charitele, Semnai, alături de alte grupuri de trio-uri. Este imediat evident faptul că Gorgonele nu sunt cu adevărat 3, ci doar 1+2. Celelalte 2 surori cruțate sunt simple anexe, datorită obiceiului; Gorgona reală este Medusa.”
În cea de-a unsprezecea Odisee, Homer nu o indică în mod specific pe Gorgona Medusa:
„„Înainte ca asta să se întâmple, fantomele se înghesuiau în nenumărate miriade,

Straniu era zgomotul fermecat pe care îl făceau, o frică verde pal m-a cuprins

ca nu cumva, pentru îndrăzneala mea, Persefona cea înfricoșătoare

Din Hades să trimită capul macabru al unui monstru îngrozitor.”

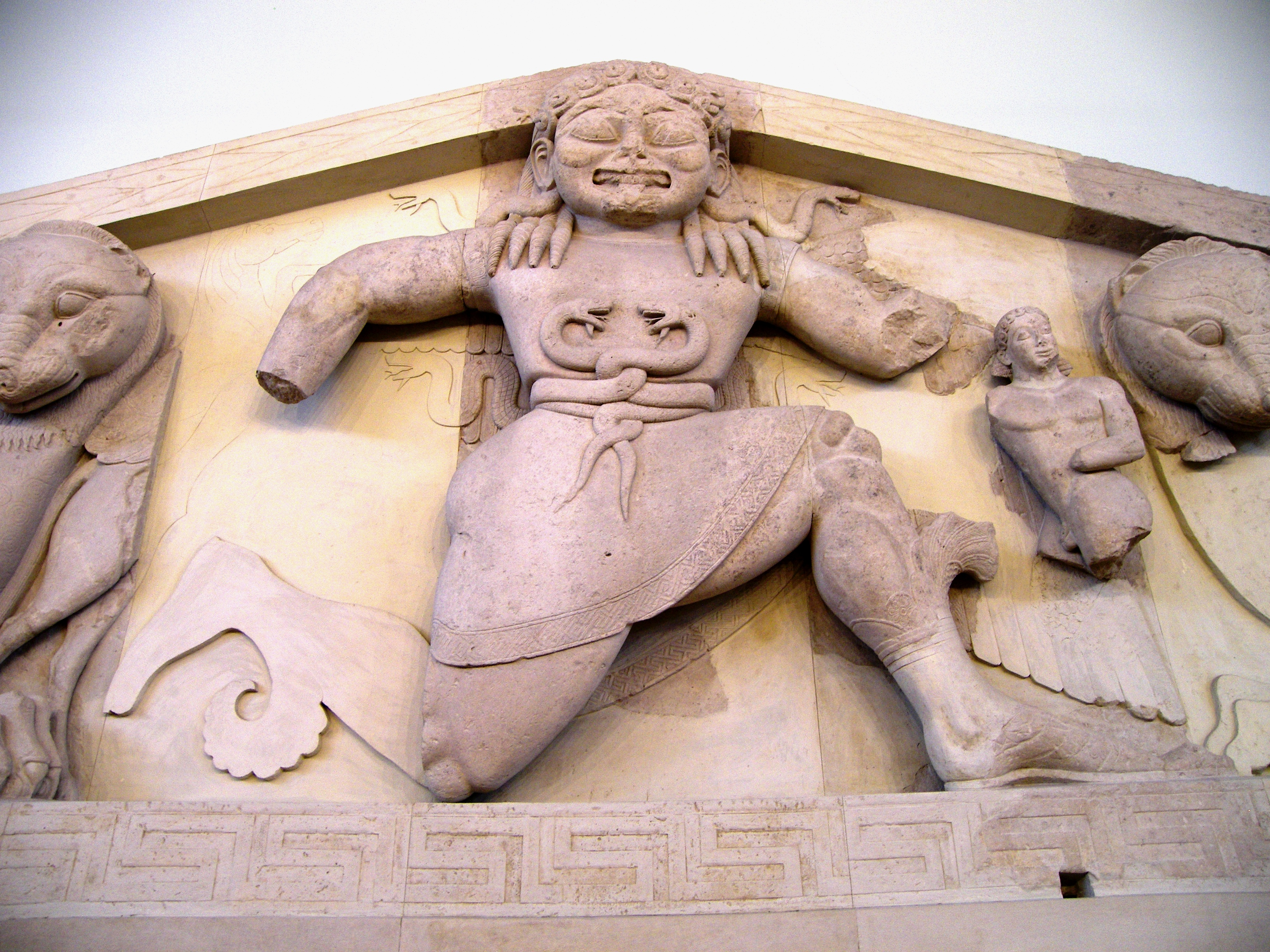
Versiune arhaică a Medusei purtând o cingătoare din șerpi împletiți, simbol al fertilității, prezentată în pavilionul vestic al Templului lui Artemis din Corfu, expus la Muzeul Arheologic din Corfu

În timp ce meșteșugarii antici greci o reprezentau pe Medusa și surorile sale ca fiind sub o formă monstruoasă, sculptorii și lucrătorii în ceramică din secolul V începuseră să o prezinte ca fiind frumoasă și înspăimântătoare totodată. Într-o odă scrisă în 490 î.Hr, Pindar o descria ca fiind "Medusa cu obraji albi".
Într-o versiune târzie a mitului Medusei, relatată de către poetul roman Ovidiu (Metamorfoze 4.770), Medusa era inițial o tânără fecioară foarte frumoasă, "aspirația multor pețitori", însă pentru că Poseidon a violat-o în templul Atenei, Medusa a fost atât de furioasă, încât s-a transformmat într-un monstru cu șerpi în loc de păr și a făcut în așa fel încât chipul ei să pietrifice pe oricine o privește. În relatarea lui Ovidiu, Perseu afirmă că pedeapsa aplicată Medusei de către Minerva (Atena) este justificată. 
Majoritatea versiunilor mitului prezintă decapitarea Medusei de către eroul Perseu, trimis de către regele Polidect din Serif deoarece Polidect voia să se căsătorească cu mama sa. Zeii știau de încercarea eroului și l-au ajutat pe Perseu. Va primi un scup lucios din partea Atenei, sandale aurii înaripate din partea lui Hermes, o sabie făurită de Hefaistos și casca invizibilă a lui Hades. Medusa era singura Gorgonă muritoare, astfel încât Perseu a putut să o ucidă în timp ce o privea în reflexia scutului. În acel timp, Medusa era însărcinată cu Poseidon în urma violului, iar când Perseu i-a retezat capul, Pegasus (cal înaripat) și Chrysaor, un gigant cu sabie aurie, au țâșnit din corpul ei. 
Conform lui Ovidiu, în Africa nord-vestică, Perseu a trecut peste titanul Atlas care susținea bolta cerească și l-a transformat în piatră când acesta a încercat să îl atace. În aceeași manieră, coralul din Marea Roșie s-ar fi format în urma scurgerii sângelui Medusei pe algele marine atunci când Perseu a așezat capul pe mal în timpul unei scurte șederi în Etiopia, unde a salvat-o pe viitoarea sa soție, prințesa Andromeda. Totodată, viperele veninoase ale Saharei și scorpionii, în Argonautica 4.1515, Metamorfozele lui Ovidiu, 4.770 și  Pharsalia lui Lucan, 9.820, sunt considerați a fi născuți din picături din sângele Gorgonei. Acesta a dat naștere de asemenea și Amfisbenei (creatură asemănătoare cu un dragon, care are un șarpe în loc de coadă).
Perseus zboară apoi la Serif, unde mama lui era forțată să se căsătorească cu regele. Regele Polidect va fi pietrificat de către privirea Medusei, iar apoi Perseu va înmâna capul Gorgonei Atenei, care o va plasa pe scutul ei, Egida.
Jane Ellen Harrison afirmă că "potența ei începe să se manifeste abia când capul ei este tăiat, iar acea potență e prezentă în cap; într-un cuvânt, ea este o mască întrupată ulterior...baza Gorgoneionului este un obiect de cult, o mască de ritual înțeleasă greșit".
Traducerea lui Harrison afirmă "Gorgona era făurită din teroare, nu teroarea din Gorgonă."

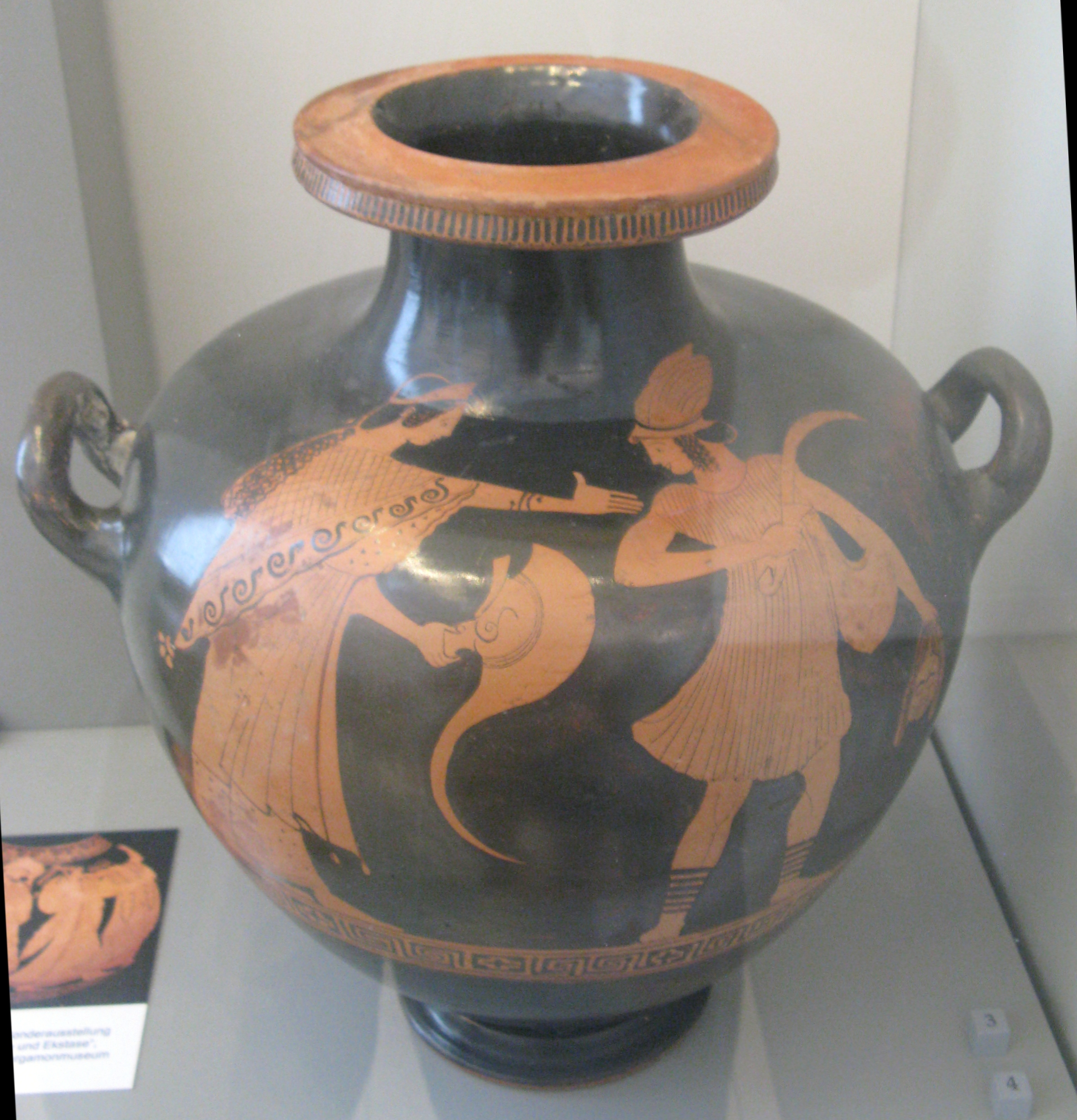
Vas de ceramică din 470 î.Hr. - Perseu îi înmânează capul Medusei zeiței Atena
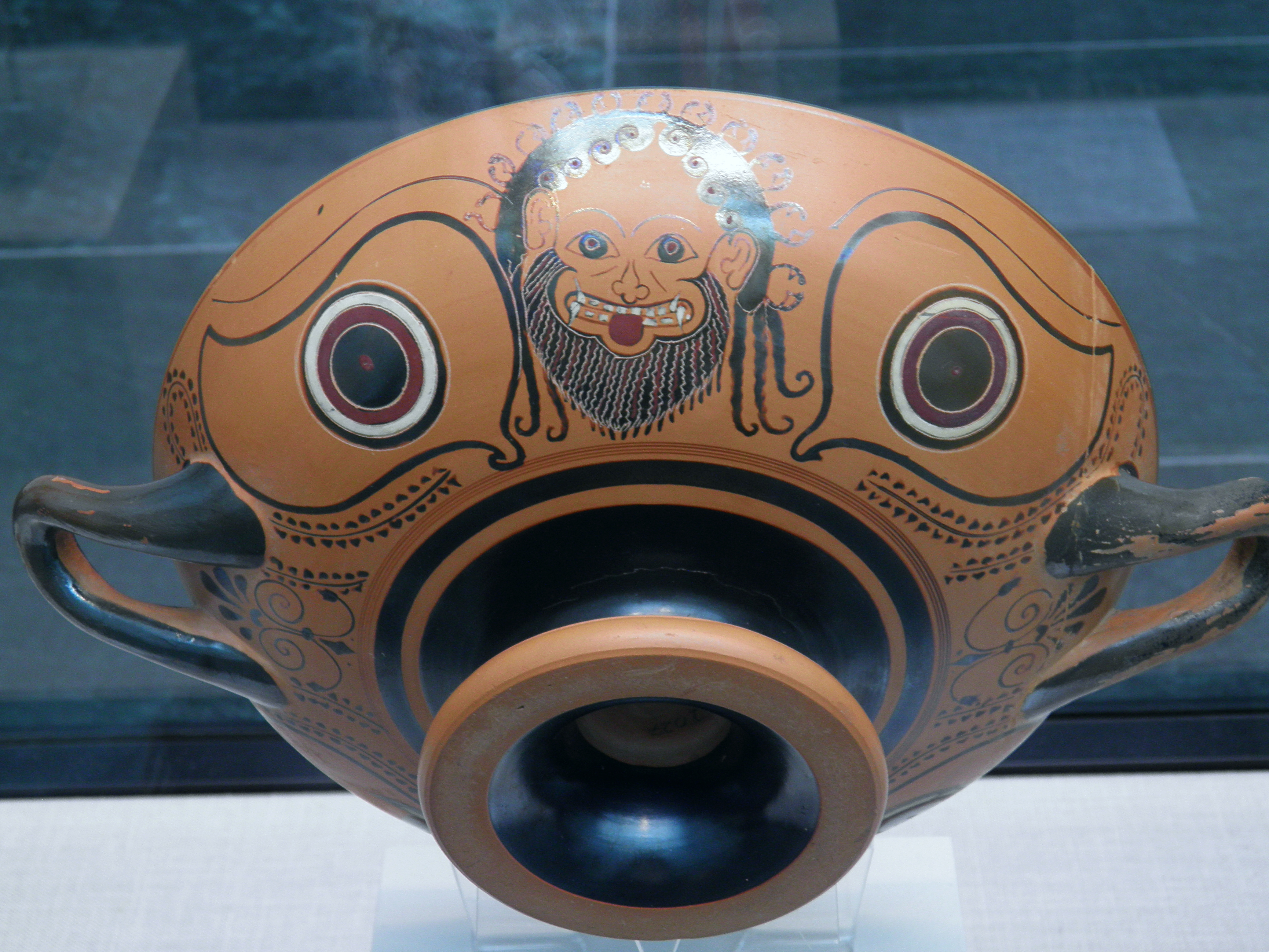
Vas attic de ceramică din 530 î.Hr. - Gorgoneion
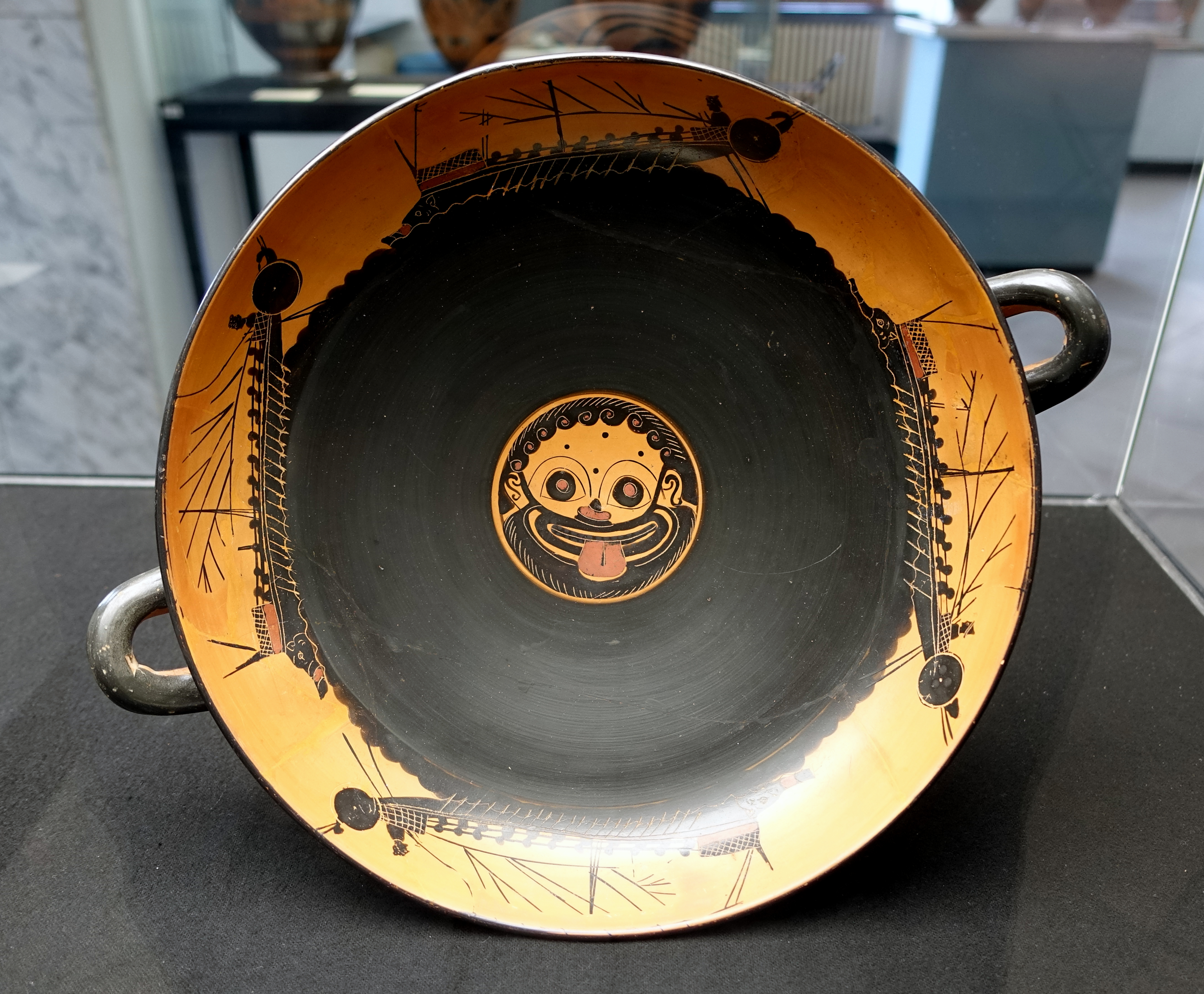
Cupă de băut pe al cărui fund se regăsește pictat capul Meduzei, înconjurată de trireme
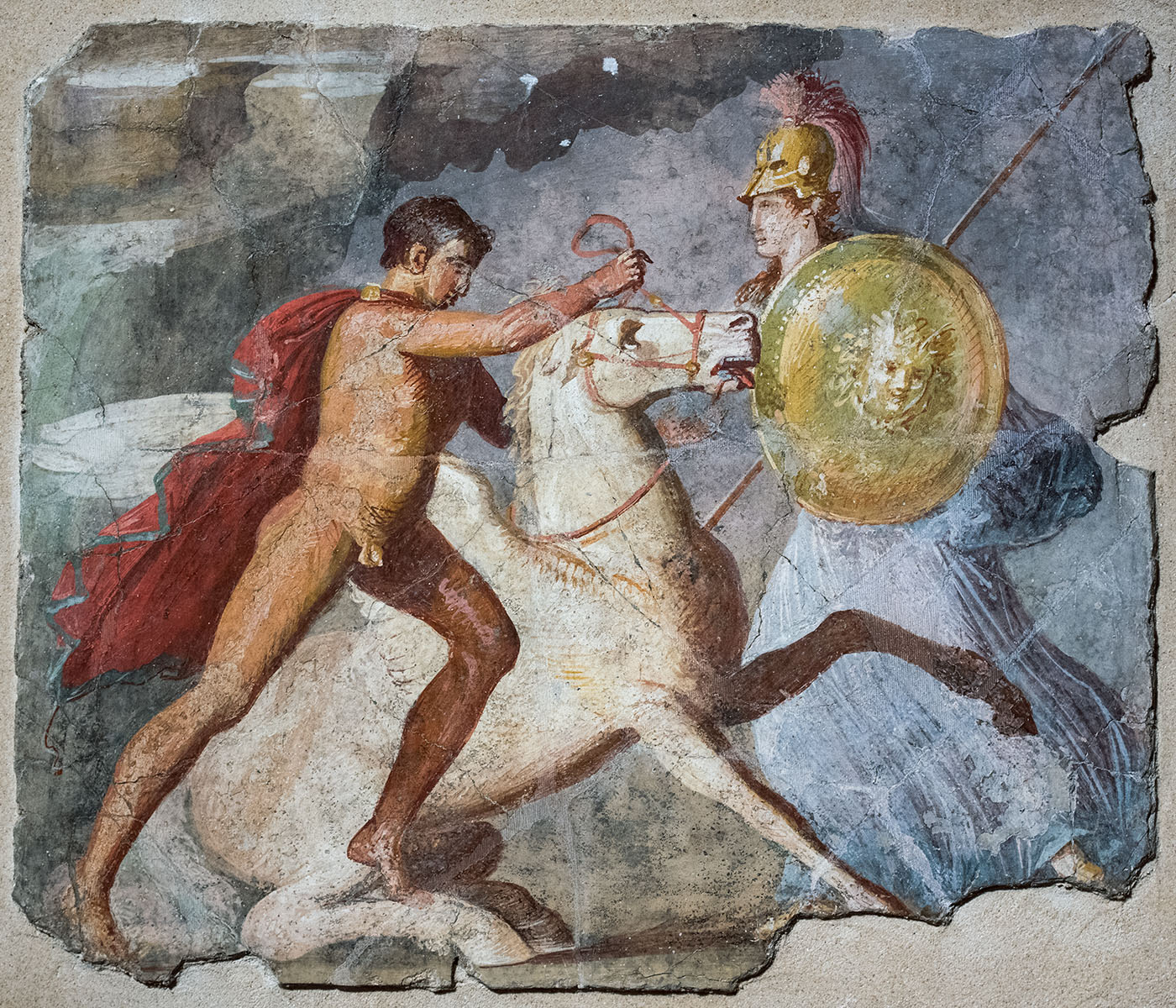
Frescă pictată de la Pompeii - Bellerofon, alături de calul înaripat Pegas și zeița Atena, având scutul cu capul Medusei (secolul I d.Hr.).
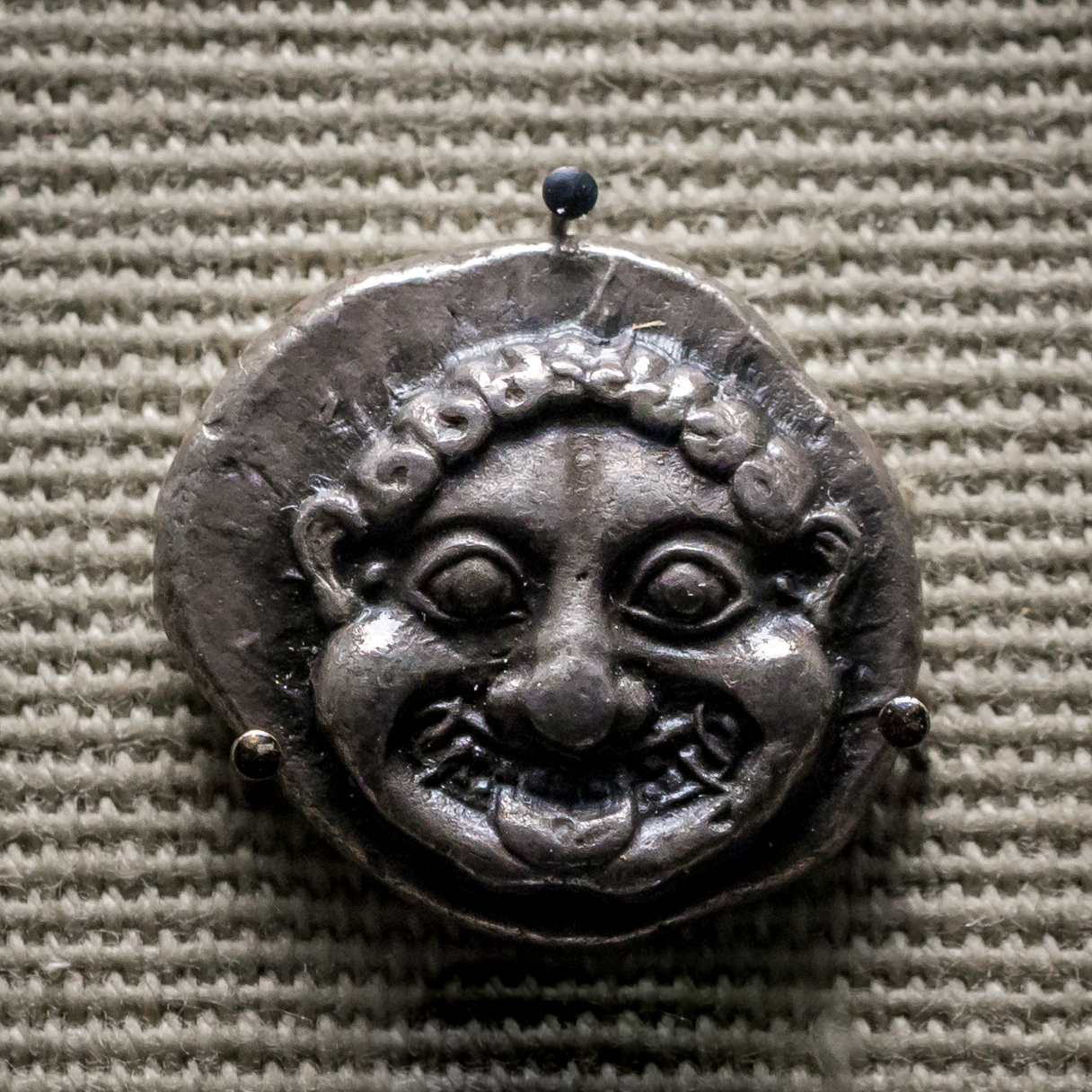
Drahmă de argint cu capul Medusei
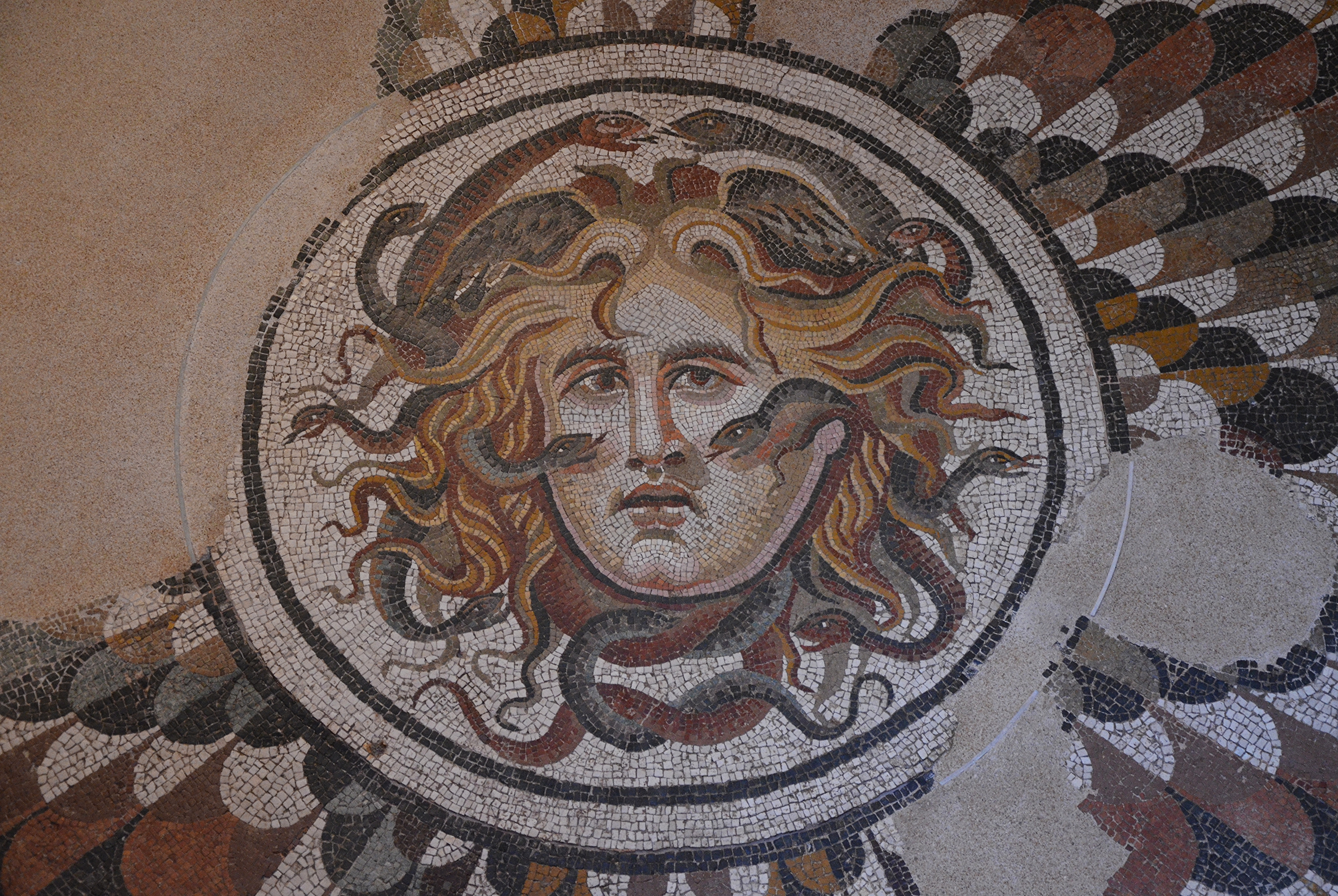
Mozaic din Băile împăratului roman Dioclețian cu capul Medusei (secolele I-II d.Hr.), Muzeul Național din Roma

## Interpretare modernă

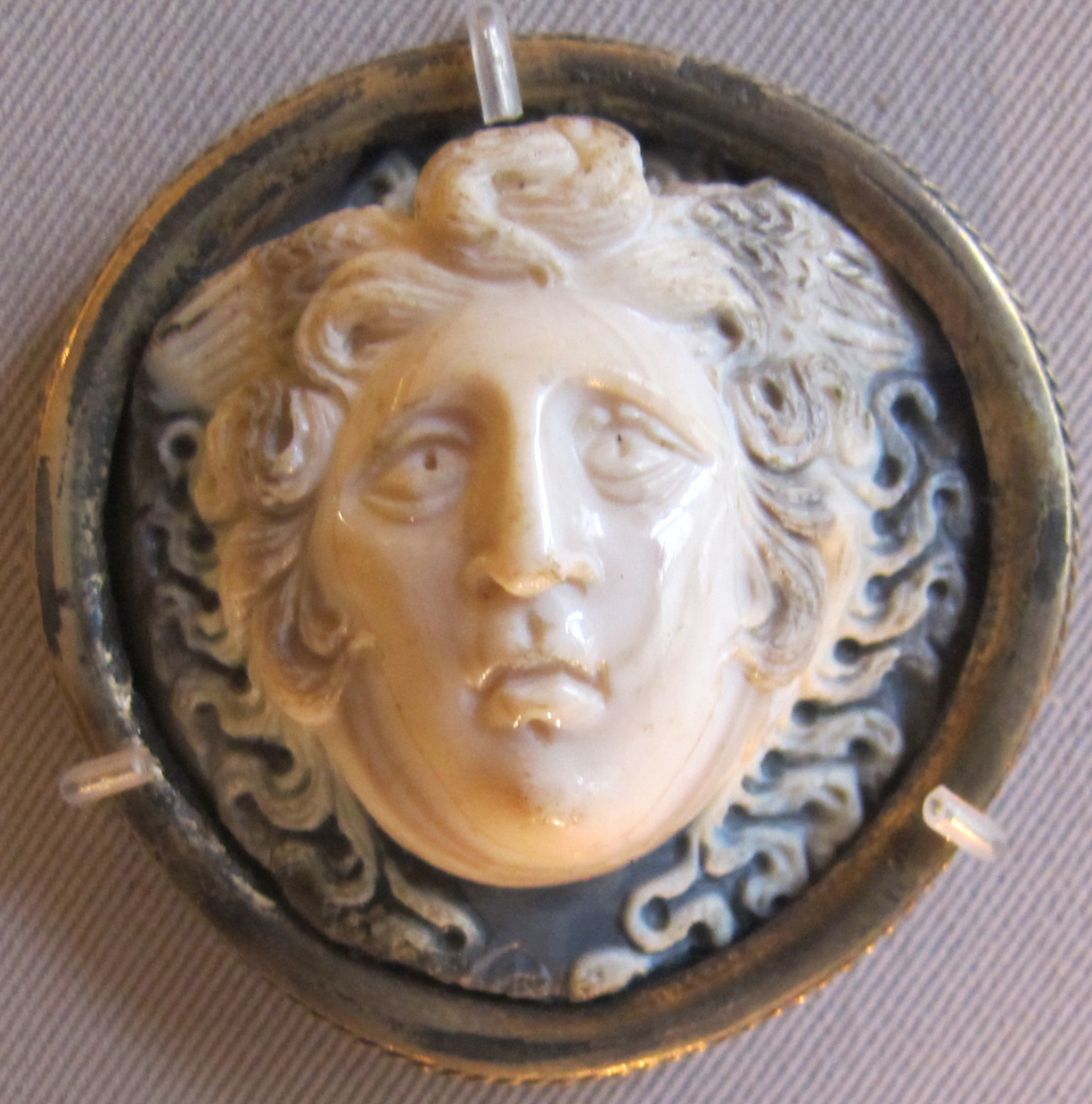
Reprezentare romană, sec. al II-lea sau al III-lea

### Istoric
O parte din savanții clasici au interpretat mitul Medusei ca fiind unul cvasi-istoric, sau o memorie "sublimată" a unei invazii. O mare parte din miturile Greciei este istorie politico-religioasă. Belerefon îl stăpânește pe Pegasus și ucide Himera. Perseu, într-o variantă similară, o decapitează pe mama lui Pegasus, Gorgona Medusa; în aceeași manieră, Marduk, erou babilonean, ucide monstrul feminin Tiamat, zeița Sigiliului. Numele lui Perseu ar trebui să exprime "distrugerea"; cu toate că profesorul Kerenyi sugerase că Perseu ar fi o figură arhetipală a Morții, acesta ar fi reprezentat elenii care invadaseră Grecia și Asia Mică la începutul mileniului II înainte de Hristos, provocând astfel puterea zeiței-treimii. Pegasus a fost considerat sacru datorită urmelor de copite lăsate în urma ceremoniilor de invocare a ploii și instaurării regilor sacri; aripile sale erau simbol al unei naturi celestre, în detrimentul simbolului vitezei. 

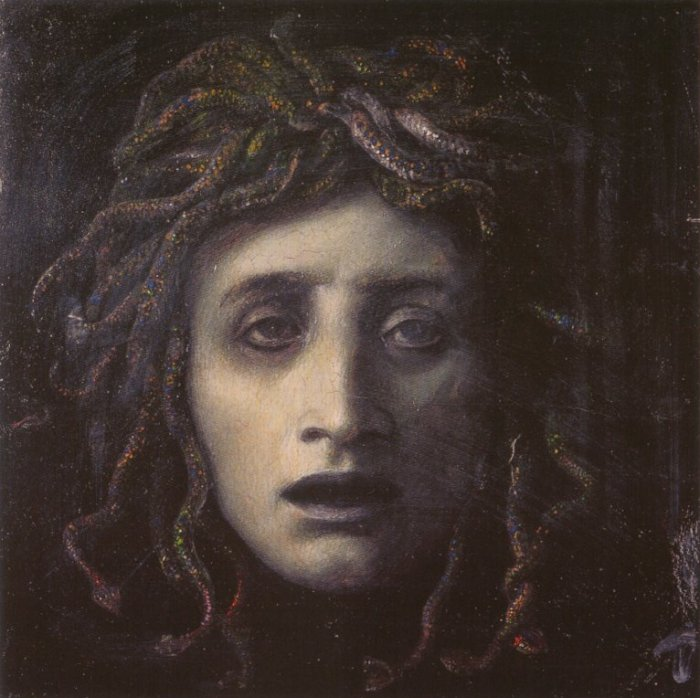
Medusa de Arnold Böcklin, circa 1878

Jane Harrison accentuase (Prolegomena to the Study of Greek Religion) că însăși Medusa era o zeiță, ascunzându-și chipul în spatele unei măști profilactice de Gorgona: un chip îngrozitor menit să înlăture orice profan care dorea să aibă acces la Misterele ei. Perseu o decapitează: asta însemnând că elenii copleșesc altarele sfinte ale zeiței, le privează pe preotese de măștile lor de Gorgone și le capturează caii sacri - reprezentare timpurie a unui cap de Gorgonă și corpul unui armăsar a fost găsită in Boetia. Belerefon, dublura lui Perseu, ucide Himera Liciană: elenii anulează calendarul Medusan și îl înlocuiesc cu un altul.
Este posibil ca în cel de-al treilea secol înainte de Hristos s-a produs o ruptură istorică, asemănată cu o traumă sociologică, în cadrul acestui mit, în mare parte asemănat cu termenul freudian latent de nevroză

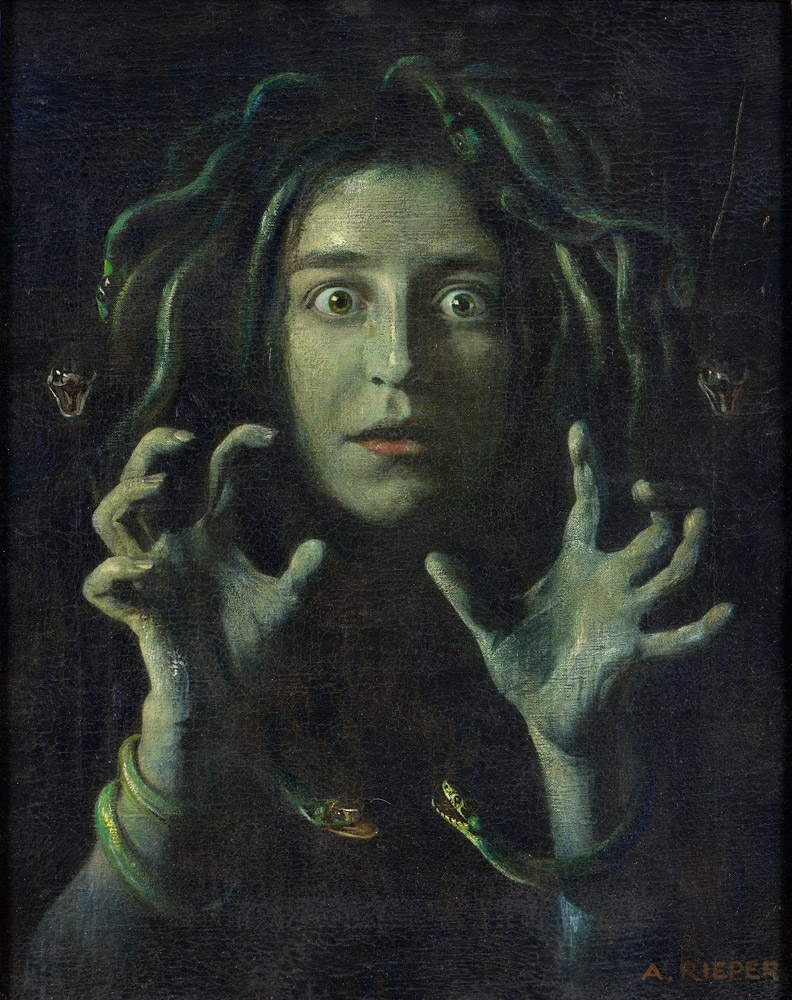
Medusa - Pictură de August Rieper Dämon Weib

### Psihanaliză
Lucrarea lui Sigmund Freud, Das Medusenhaupt (Capul Medusei) a fost publicată postum în anul 1940, fiind lucrarea care semnifică cadrul pentru contribuția sa fundamentală privind critica acestui monstru. În viziunea freudiană, Medusa este considerată a fi o amuletă care asociază actul castrării - identificată în mintea copilului cu descoperirea sexualității materne - și refularea ei." Psihanaliștii continuă criticismul arhetipal până în prezent: Beth Seelig a analizat pedeapsa Medusei din perspectiva violului săvârșit în templul Atenei decât din perspectiva actului sexual consensual în locul indicat, ca  urmare a unor conflicte nerezolvate cu tatăl ei, Zeus.

### Feminism
În secolul XX, mișcarea feministă a reintrodus imaginea Medusei în literatură și cultura modernă, prezență observată și în utilizarea Medusei ca logo al companiei de modă Versace. Chiar și numele de "Medusa" este deseori folosit într-o manieră care nu face o legătură directă cu personajul, ci mai degrabă cu abilitățile sale de pietrificare sau cu conotații negative; în ciuda originii sale ca frumusețe, numele a ajuns în limbaj comun să denote monstruozitatea." Cartea Female Rage: Unlocking Its Secrets, Claiming Its Power scrisă de către Mary Valentis și Anne Devane specifică "Atunci când întrebăm femeile cum percep ele furia, mereu este amintită Medusa, monstrul mitologic cu șerpi în loc de păr... De-a lungul interviurilor, ni s-a spus că Medusa este 'cea mai înspăimântătoare femeie din lume' ... [deși] nici una dintre femeile intervievate nu puteau să-și amintească detalii despre mit."

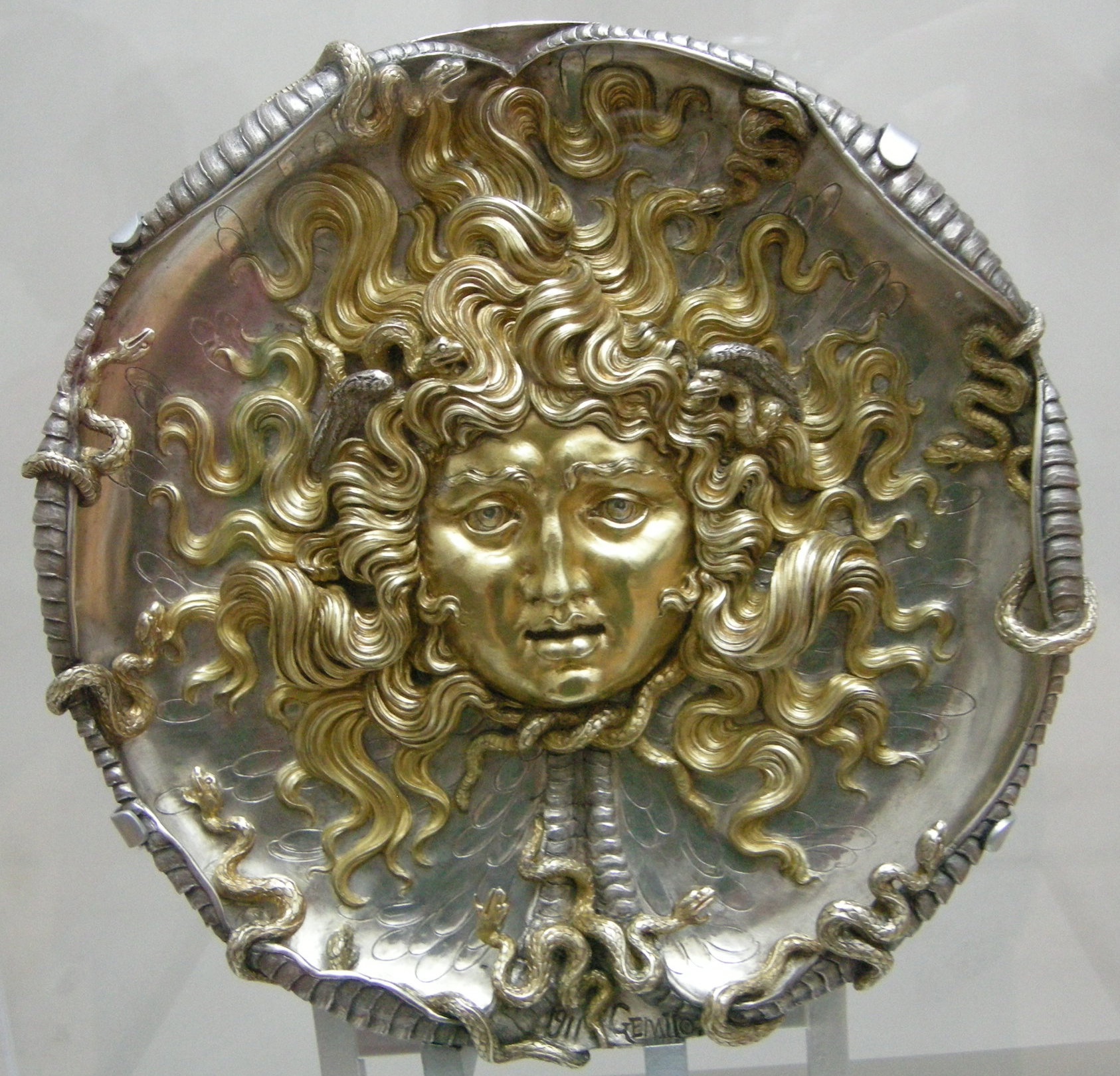
Placă în stilul Art Nouveau, 1911

Chipul Medusei a fost de atunci adoptat de către multe femei ca și simbol al furiei feminine, una din primele publicații ce a exprimat această idee a fost un jurnal feminist intitulat Women: A Journal of Liberation în primul lor număr, volumul 6 pentru 1978. Coperta figura imaginea gorgonei Medusa de către Froggi Lupton, iar editorii copertei interioare au explicat „poate fi o hartă menită să ne ghideze prin teroarea proprie, în interiorul mâniei noastre spre sursa puterii noastre ca femei.”
În numărul 3, toamna 1986 pentru revista Woman of Power, un articol numit Gorgons: A Face for Contemporary Women's Rage, a fost publicat. Autoarea Emily Erwin Culpepper a scris că „Chipul amazonian al gorgonei este furia feminină personificată. Imaginea gorgonei/Medusei a fost rapid adoptată de către un număr mare de feminiști care au recunoscut-o ca și o reprezentare a propriei furii.”" Griselda Pollock analizase pasajul prin prisma filosofiei Adrianei Cavarero și Bracha Ettinger și teoriei matriciale.

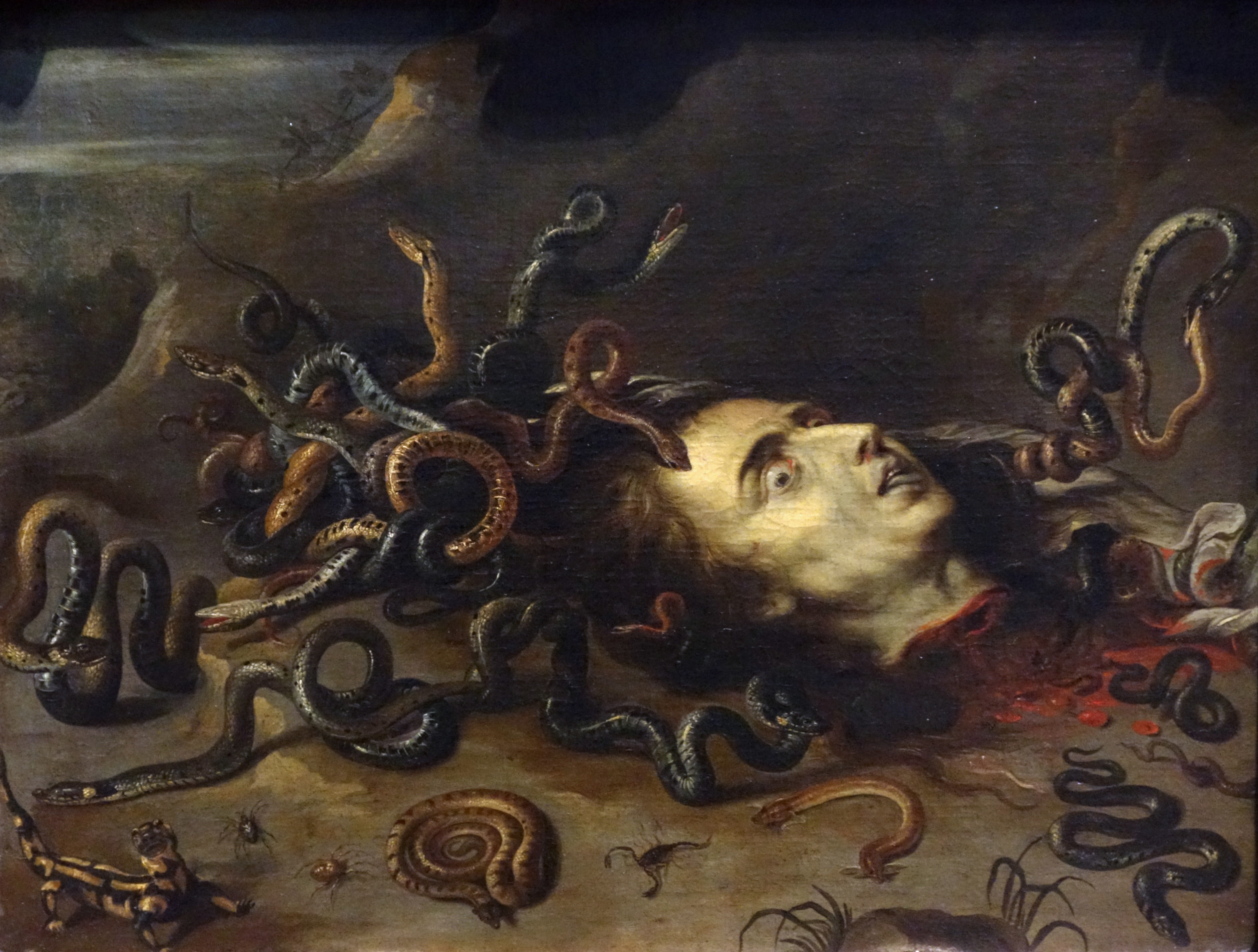
Capul Medusei - pictură de Victor Wolfvoet, 1648

### Nihilism
Medusa apare ca și noțiune reprezentativă a determinismului științific și nihilismului, în special în contrast cu idealismul romantic. În această interpretare a Medusei, încercările de evitare a privirii sale reprezintă evitarea realității deprimante a faptului că Universul este lipsit de sens. Jack London utilizează motivul Medusei în acest sens în romanul său The Mutiny of the Elsinore: .
„Nu pot să nu-mi amintesc de o remarcă a lui De Casseres. Era peste vinul de la Mouquin's. El a spus: „Cel mai profund instinct al omului este să lupte împotriva adevărului, adică împotriva Realului. El evită faptele din copilărie. Viața lui este o evaziune perpetuă. Miracolul, himera și ziua de mâine îl țin în viață. El trăiește. pe ficțiune și mit. Minciuna este cea care îl face liber. Numai animalelor li se acordă privilegiul de a ridica vălul lui Isis; oamenii nu îndrăznesc. Animalul, treaz, nu are scăpare fictivă din Real pentru că nu are imaginație. Omul , treaz, este obligat să caute o evadare perpetuă în Speranță, Credință, Fabulă, Artă, Dumnezeu, Socialism, Nemurire, Alcool, Iubire. De la Medusa-Adevăr face un apel la Maya-Lie." ”—Jack London, The Mutiny of the Elsinore

## Medusa în artă

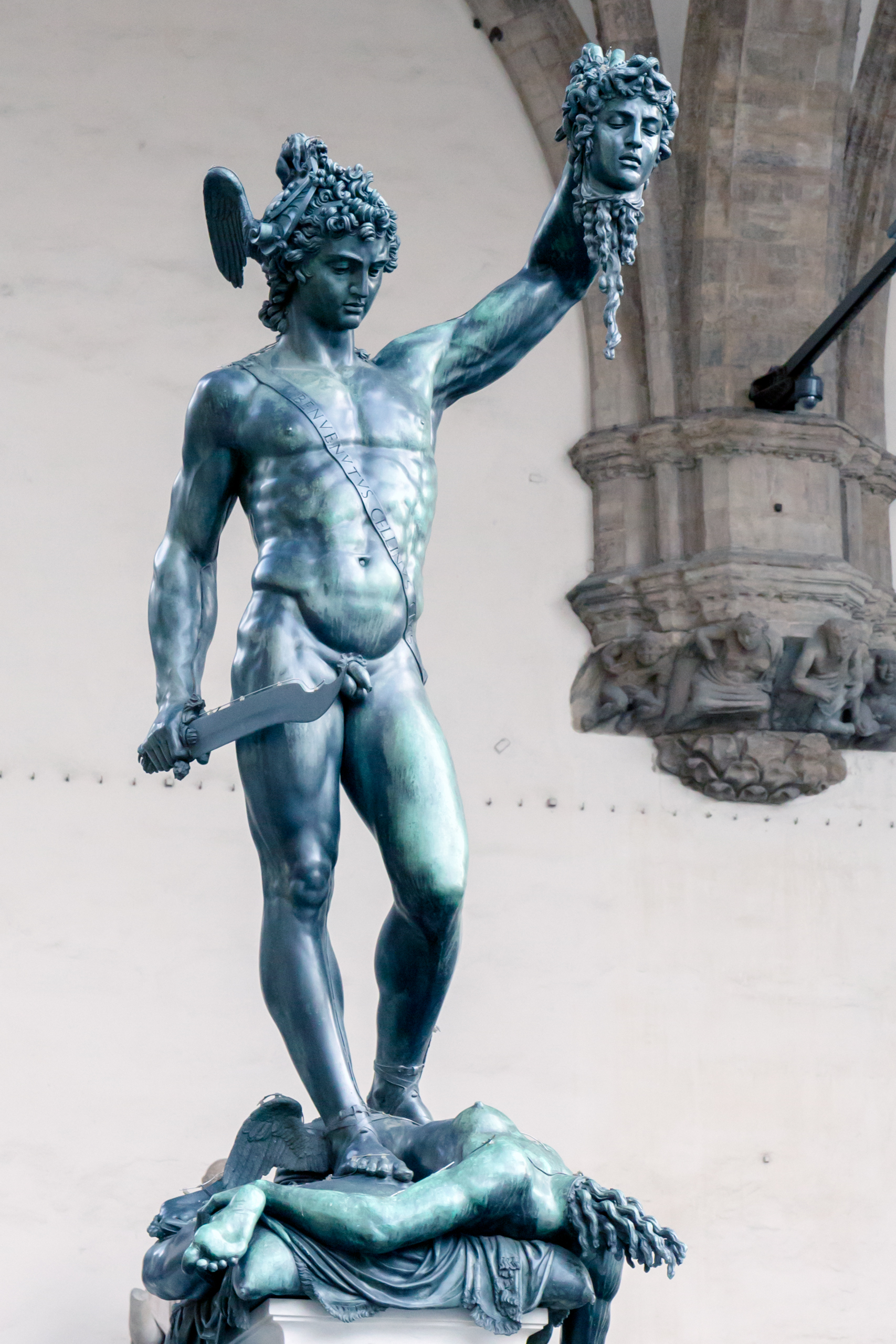
Perseu cu capul Medusei, Benvenuto Cellini (1554)

Din cele mai vechi timpuri, Medusa a fost imortalizată în numeroase opere de artă, printre care:
- Medusa de pe pieptarul lui Alexandru cel Mare, așa cum este descris în mozaicul lui Alexandru din Casa Faunului din Pompei (aproximativ 200 î.Hr.)
- Medusa de pe pieptarul lui Alexandru cel Mare, așa cum este descris în mozaicul lui Alexandru din Casa Faunului din Pompei (aproximativ 200 î.Hr.)
- Bazele coloanei Medusa ale Cisternei Bazilicii din Constantinopol.
- „Medusa Rondanini”, o copie romană a Gorgoneionului pe egida Atenei; folosit mai târziu ca model pentru capul Gorgonei în marmura lui Antonio Canova, Perseu cu capul Medusei (1798–1801)
- Medusa (ulei pe pânză) de Leonardo da Vinci
- Perseus cu capul Medusei (sculptură în bronz) de Benvenuto Cellini (1554)
- Perseus și Medusa - statuie de bronz de Hubert Gerhard c. (1590)
- Medusa (ulei pe pânză) de Caravaggio (1597)
- Capul Medusei, de Peter Paul Rubens (1618)
- Medusa (bust de marmură) de Gianlorenzo Bernini (1630)
- Medusa este interpretată de un contratenor în opera lui Jean-Baptiste Lully și Philippe Quinault, Persée (1682). Ea cântă aria „J'ay  perdu la beauté qui me rendit si vaine”.
- Perseus Transformându-i pe Phineus și adepții săi în piatră (ulei pe pânză) de Luca Giordano (începutul anilor 1680).
- Perseus cu capul Medusei (sculptură în marmură) de Antonio Canova (1801)
- Medusa (1854), sculptură în marmură de Harriet Hosmer, colecția Institutului de Artă din Detroit
- Medusa (ulei pe pânză) de Arnold Böcklin (c. 1878)
- Perseus (sculptură în bronz) de Salvador Dalí

Medusa a rămas o temă comună în artă în secolul al XIX-lea, când mitul ei a fost repovestit în Mitologia lui Thomas Bulfinch. Ciclul de picturi Perseus al lui Edward Burne-Jones și un desen de Aubrey Beardsley au făcut loc lucrărilor din secolul XX ale lui Paul Klee, John Singer Sargent, Pablo Picasso, Pierre et Gilles și sculpturii în bronz a lui Auguste Rodin, Porțile Iadului.

### Heraldică
Capul Medusei este prezentat pe unele simboluri regionale. Un exemplu este cel al drapelului și emblemei Siciliei, împreună cu trinacria cu trei picioare. Includerea Medusei în centru implică protecția zeiței Atena, care purta asemănarea Gorgonei pe egida ei, așa cum s-a spus mai sus. Un alt exemplu este stema satului Dohalice din Republica Cehă.

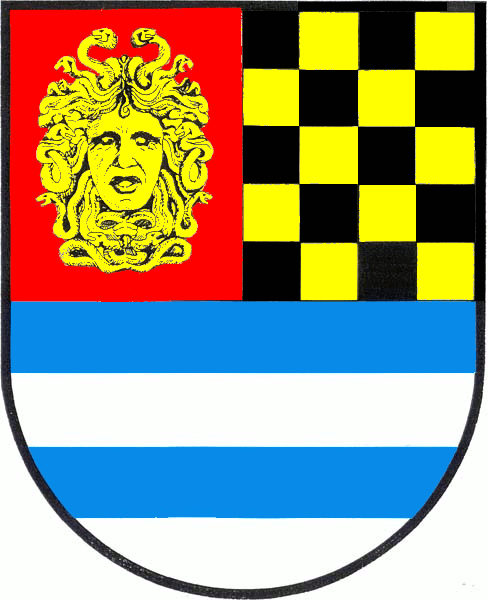
Municipal coat of arms of Dohalice village, Hradec Králové District, Czech Republic
Flag of Sicily
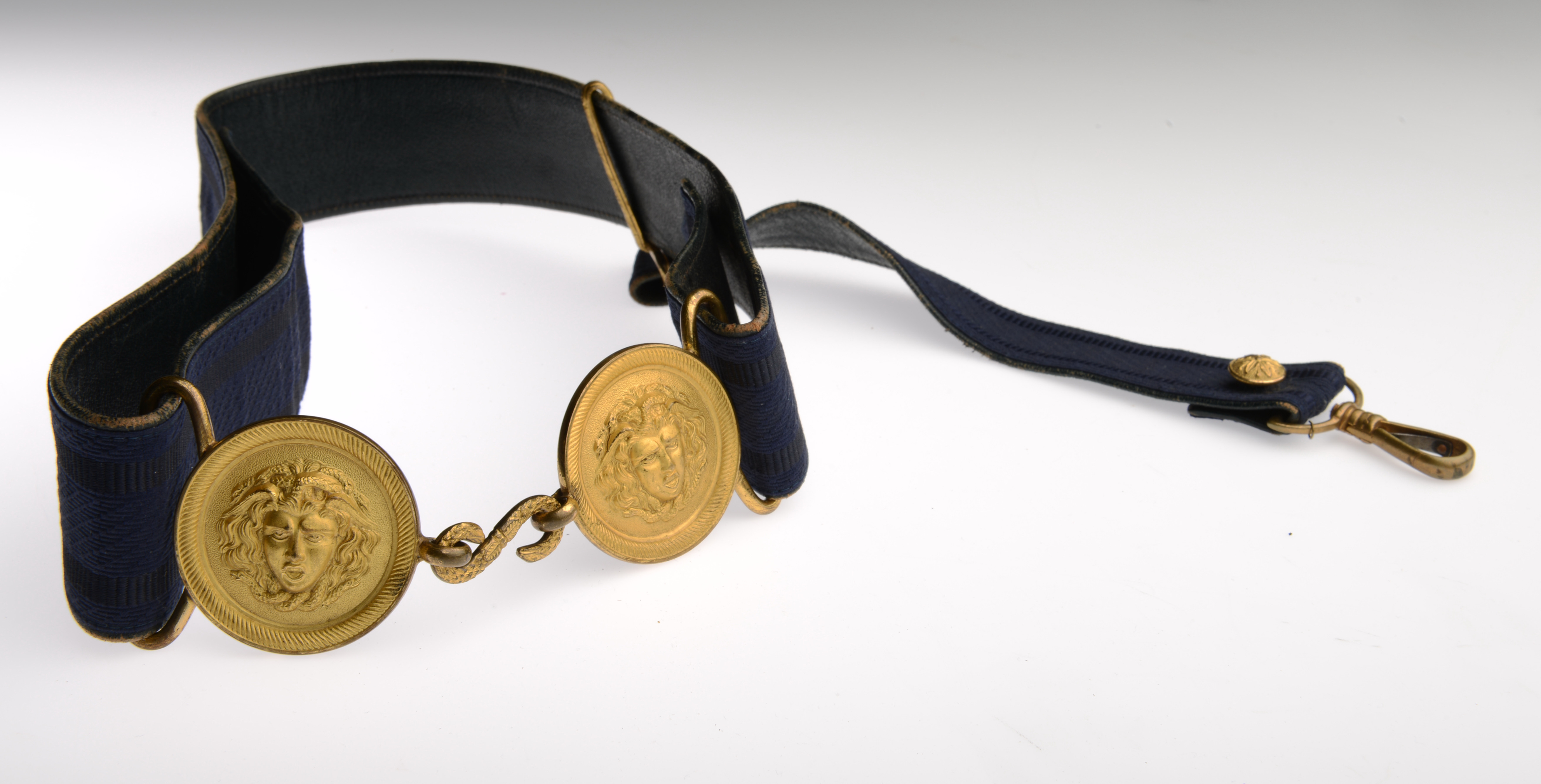
Ceremonial French military uniform belt of World War I

## Medusa în cultura populară
Reprezentarea monstruoasă a Medusei face ca personajul să fie recunoscut instantaneu în cultura populară. Medusa a fost prezentată în câteva lucrări ficționale, inclusiv jocuri video, filme, desene și cărți. 

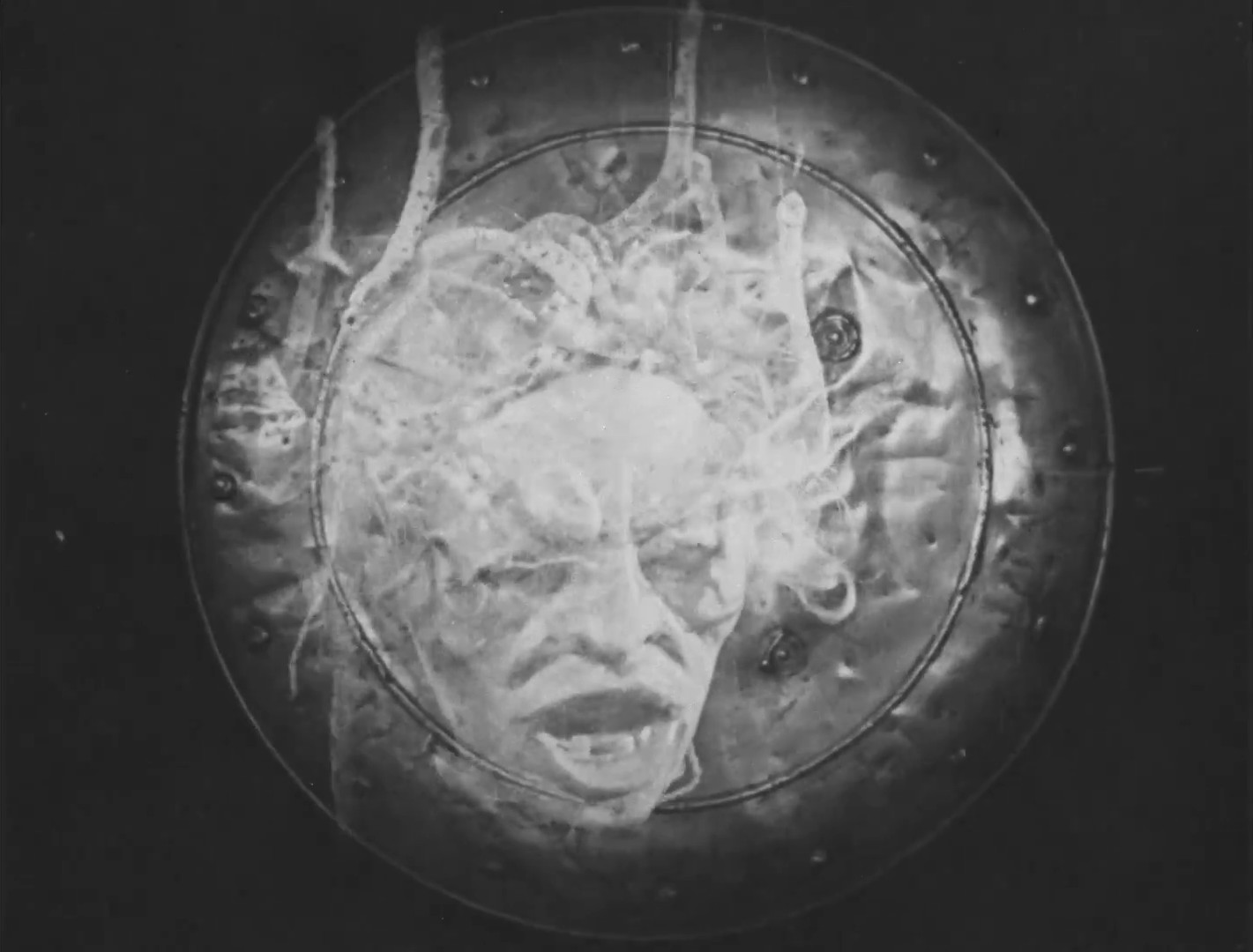
Medusa reflectată pe scutul lui Perseu în filmul The Gorgon's Head

Simbolul designerului Gianni Versace este reprezentat prin ilustrarea capului Medusei, fiind ales datorită simbolului ei de frumusețe, artă și filosofie.

### Filme
- The Gorgon's Head (1925) - film alb-negru mut care ilustrează capul Medusei reflectat pe scutul lui Perseu.
- Ciocnirea titanilor (1981) - Medusa a fost filmată prin tehnici de animație de stop cadru, însă a fost ilustrată eronat, având o coadă de șarpe în loc de picioare precum Echidna, soția lui Tyhphon. În film, ea nu doar că pietrifică cu privirea, dar trage săgeți otrăvite cu arcul.
- Înfruntarea titanilor (film din 2010) - Medusa a fost creată prin tehnici de grafică 3D, având tot o coadă de șarpe în loc de picioare și folosind arcul cu săgeți otrăvite.
- Percy Jackson și Olimpienii: Hoțul Fulgerului (2010): Interpretată de Uma Thurman, Medusa îl atacă pe Percy Jackson și prietenii săi.
- Copiii domnișoarei Peregrine: Între două lumi (2016): Cei doi gemeni mascați sunt gorgone, cu fețe de șerpi și abilitatea de a pietrifica cu privirea.

### Seriale
- Challenge of the Superfriends
- Liga Dreptății fără limite
- Fetițele Powerpuff- Sedusa, o femeie lacomă și seducătoare este inspirată după Medusa, folosindu-și suvițele pe post de bici.
- Sabrina: Între lumină și întuneric - În acest serial Netflix își face apariția o gorgonă pe nume Nagaina.
- Wednesday (serial TV) - Apare un grup de studenți gorgoni  înscriși la Nevermore Academy. Aceștia au abilitatea de a pietrifica oamenii cu privirea și au șerpi în loc de păr.
- Percy Jackson and the Olympians (serial Disney+) -  Medusa este interpretată de Jessica Parker Kennedy.

### Jocuri video
- God of War (joc video): Medusa este al doilea boss ucis de Kratos după ce este pus la încercare de zeița Afrodita. Ea este ilustrată în mod eronat, având coadă de șarpe în loc de picioare. De asemenea, apare cu sânii goi.
- God of War II:  Kratos o ucide pe Eyryale, una dintre surorile Medusei. Este reprezentată tot cu o coadă de șarpe, cu sânii goi, dar fiind supraponderală. Spre deosebire de surorile sale, Euryale poate să vorbească.
- God of War: Ascension: Gorgonele apar ca inamici obișnuiți, dar având înfățișare de cobre cu abdomen, brațe, sâni și o coadă lungă. În modul Multiplayer, jucătorul o poate înfrunta pe Stheno, una dintre surorile Medusei, ilustrată ca o gorgonă gigantică. Jucătorul trebuie să folosească un scut pentru a-i reflecta privirea cu care îl poate pietrifica.
- God of War: Chains of Olympus: Gorgonele apar ca inamici obișnuiți în Lumea Subpământeană.
- God of War: Ghost of Sparta:  Gorgonele apar ca inamici obișnuiți.
- God of War III: Gorgonele apar ca inamici obișnuiți, având aceeași înfățișare din celelalte jocuri ale francizei. Dar spre deosebire de celelalte jocuri, Kratos le poate smulge capetele și le poate folosi pentru scurt timp să pietrifice ceilalți inamici care îl înconjoară.
- Titan Quest: Gorgonele apar ca inamici obișnuiți.
- Assassin's Creed Odyssey: Medusa este ilustrată corect din perspectivă mitologică, dar după ce Alexios sau Kasandra o învinge, se dovedește că aceasta nu era decât o femeie preschimbată în gorgonă de către un artefact al Edenului de la o civilizație precursoare, având puteri precum controlul minții și proiectarea de iluzii.
- Dota 2 - personaj jucabil
- Smite - personaj jucabil
- Heroes of Might and Magic - personaj jucabil
- Hades (joc video) - Zagreus interacționează periodic cu Dusa, capul tăiat al unei gorgone care îl servește pe zeul Hades.
- Immortals Fenyx Rising - o creatură legendară pe care Fenyx trebuie să o  înfrunte în Tartar.